# Alaksandr Razhanau
Alaksandr Iwanawicz Razhanau (biał. Аляксандр Іванавіч Разганаў, ros. Александр Иванович Розганов, Aleksandr Iwanowicz Rozganow; ur. 6 lutego 1953 w Prudku w rejonie sławogradzkim) – białoruski polityk, deputowany do Rady Najwyższej Republiki Białorusi XIII kadencji, w latach 1996–2000 i od 2008 roku deputowany do Izby Reprezentantów Zgromadzenia Narodowego Republiki Białorusi I, IV i V kadencji.

## Życiorys

### Młodość i praca
Urodził się 6 lutego 1953 roku we wsi Prudok, w rejonie sławogradzkim obwodu mohylewskiego Białoruskiej SRR, ZSRR. W 1975 roku ukończył Żylickie Technikum Sowchozowe, w 1982 roku – Białoruską Państwową Akademię Gospodarstwa Wiejskiego ze specjalnością „Agronomia”. W latach 1975–1979 pracował jako brygadzista brygady upraw polowych w kołchozie „Zara” (pol. Świt) w rejonie sławogradzkim, kierownik wydziału produkcyjnego oddziału „Rogi” tego kołchozu. W latach 1979–1981 był zastępcą przewodniczącego kołchozu „Sowiecka Białoruś” w rejonie sławogradzkim. W latach 1981–1985 pracował jako zastępca przewodniczącego, a w latach 1985–1995 przewodniczący kołchozu „Zara”. W latach 1995–1999 pełnił funkcję zastępcy przewodniczącego ds. plonów w Komitecie ds. Gospodarstwa Wiejskiego i Żywności w Mohylewskim Obwodowym Komitecie Wykonawczym. Od 21 maja 1999 roku był przewodniczącym Mohylewskiego Rejonowego Komitetu Wykonawczego.

### Działalność parlamentarna
W drugiej turze wyborów parlamentarnych 28 maja 1995 roku został wybrany na deputowanego do Rady Najwyższej Republiki Białorusi XIII kadencji ze Sławogradzkiego Okręgu Wyborczego Nr 174. 9 stycznia 1996 roku został zaprzysiężony na deputowanego. Od 23 stycznia pełnił w Radzie Najwyższej funkcję członka Stałej Komisji ds. Rolnych i Rozwoju Socjalnego Wsi. Był bezpartyjny. Poparł dokonaną przez prezydenta Alaksandra Łukaszenkę kontrowersyjną i częściowo nieuznaną międzynarodowo zmianę konstytucji. 27 listopada 1996 roku przestał uczestniczyć w pracach Rady Najwyższej i wszedł w skład utworzonej przez prezydenta Izby Reprezentantów Zgromadzenia Narodowego Republiki Białorusi I kadencji. Pełnił w niej funkcję członka Stałej Komisji ds. Rolnych. Zgodnie z Konstytucją Białorusi z 1994 roku jego mandat deputowanego do Rady Najwyższej zakończył się 9 stycznia 2000 roku; kolejne wybory do tego organu jednak nigdy się nie odbyły.
27 października 2008 roku został deputowanym do Izby Reprezentantów IV kadencji z Mohylewskiego Wiejskiego Okręgu Wyborczego Nr 88. Pełnił w niej funkcję zastępcy przewodniczącego Stałej Komisji ds. Rolnych. Od 13 listopada 2008 roku był członkiem Narodowej Grupy Republiki Białorusi w Unii Międzyparlamentarnej. Był także deputowanym do Zgromadzenia Parlamentarnego Euroazjatyckiej Wspólnoty Gospodarczej, w której wchodził w skład Komisji ds. Polityki Rolnej, Eksploatacji Przyrody i Ekologii. 18 października 2012 roku został deputowanym do Izby Reprezentantów V kadencji z Mohylewskiego Wiejskiego Okręgu Wyborczego Nr 88. Pełni w niej funkcję zastępcy przewodniczącego Stałej Komisji ds. Rolnych.

## Odznaczenia
- Order Honoru (2001)[2][3];
- Podziękowanie Prezydenta Republiki Białorusi (2003)[3];
- gramoty pochwalne Zgromadzenia Narodowego Republiki Białorusi[2];
- Gramota Pochwalna Zgromadzenia Międzyparlamentarnego Euroazjatyckiej Wspólnoty Gospodarczej[4];
- Order Św. Cyryla Turowskiego[4];
- Tytuł „Człowiek roku” (2003)[3].

## Życie prywatne
Alaksandr Razhanau jest żonaty, ma dwie córki. W 1995 roku mieszkał we wsi Swiensk w rejonie sławogradzkim.